# Mycteriacetus
Mycteriacetus — вимерлий рід дельфінів з раннього міоцену (бурдигальський) на північному сході Італії. Типовий вид — M. bellunensis.

## Етимологія
Mycteriacetus названий на честь жовтодзьобої лелеки (Mycteria ibis), тому що дзьоб цього виду такий же, як рострум Mycteriacetus.

## Таксономія
Піллері (1985) спочатку назвав Mycteriacetus bellunensis новим видом Eurhinodelphis, E. bellunensis. Однак Bianucci і Landini (2002) перенесли цей вид до Argyrocetus, створивши нову комбінацію A. bellunensis. Ламберт (2004) зрештою визнав E. bellunensis достатньо відмінним від Eurhinodelphis і Argyrocetus, щоб гарантувати новий рід Mycteriacetus.